# Arvo Nuut
Arvo Nuut (13 de abril de 1941 — 1 de março de 2021) foi um operador e produtor cinematográfico da Estónia.
A partir de 1961 ele trabalhou no departamento de bonecos da Tallinnfilm, entre 1964 e 1989 operador, de 1989 a 1992 um produtor, e depois de 1992 a 2013 foi o chefe e produtor do OÜ Nukufilm.
No total, produziu 57 filmes de animação.
Em 2006 foi premiado com a Ordem da Estrela Branca, V classe.